# Guimaëc
Guimaëc è un comune francese di 981 abitanti situato nel dipartimento del Finistère nella regione della Bretagna.

## Società

### Evoluzione demografica
Abitanti censiti